# Lollipop (canción de Mika)
«Lollipop» (en español: «piruleta») es el título de la canción de artista de pop Mika incluida en su álbum debut Life in Cartoon Motion. Fue publicado como sencillo en el Reino Unido el 31 de diciembre de 2007 con doble cara A con "Relax, Take It Easy". El sencillo se podía descargar a partir del 24 de diciembre de 2007. Debido a la gran cantidad de descargas de "Lollipop" cuando se publicó el álbum, antes de que fuera publicado como sencillo o promocionado como sencillo, llegó a las listas británicas UK Singles Chart a causa de las nuevas normas que permiten incluir canciones con descargas legales en las listas británicas sin la publicación física de un sencillo.
Mika ha dicho en varias entrevistas que es uno de sus temas favoritos en el álbum y que lo escribió para su hermana. 
La canción trata sobre chico al que su madre le dice que viva la vida porque cuando se enamore lo va a pasar mal.

## Formatos
CD: 1 - Maxi
1. «Relax, Take It Easy» (Radio Edit)
2. «Lollipop» (Live from L'Olympia Paris)
3. «I Want You Back» (Live from L'Olympia Paris)
4. «Relax, Take It Easy» (Dennis Christopher Remix Radio Edit)
5. «Lollipop» (Fred Deakin's Fredmix)

CD: 2 - 2-Track
1. «Relax, Take It Easy» (New Radio Edit)
2. «Lollipop»

## Posiciones
| Lista                           | Posición |
| ------------------------------- | -------- |
| Bélgica (Singles Top 50)        | 24       |
| Noruega (Singles Top 20)        | 19       |
| Países Bajos (Dutch Top 40)     | 13       |
| Reino Unido (UK Singles Top 75) | 59       |
| Suecia (Singles Top 60)         | 13       |